# Ramal F del Ferrocarril Belgrano
El Ramal F pertenece al Ferrocarril General Belgrano, Argentina.

## Ubicación
Se halla en las provincias de Santa Fe y Chaco.

## Características
Es un ramal de la red de trocha angosta del Ferrocarril General Belgrano, cuya extensión es de 565 km entre las cabeceras. Hasta 1948 formó parte del Ferrocarril Provincial de Santa Fe.
Entre la estación de Río Arazá y Barranqueras las vías fueron desmanteladas, siendo sus terrenos ocupadas por viviendas.[cita requerida] En Resistencia no obstante se conserva el edificio que albergó la estación, correspondiendo actualmente al Museo de Ciencias Naturales Augusto Schulz.

## Servicios
Sólo se encuentra habilitado para el tránsito de formaciones de pasajeros, el tramo entre la Estación Los Amores en la Provincia de Santa Fe, hasta inmediaciones del Gran Resistencia, donde los servicios pasan a correr por el Ramal C3. Estos servicios están a cargo de la empresa Trenes Argentinos Operaciones
.
Al sur de Los Amores el ramal se encuentra sin uso y estado de abandono. Las vías forman parte del patrimonio de Trenes Argentinos Infraestructura.

## Imágenes

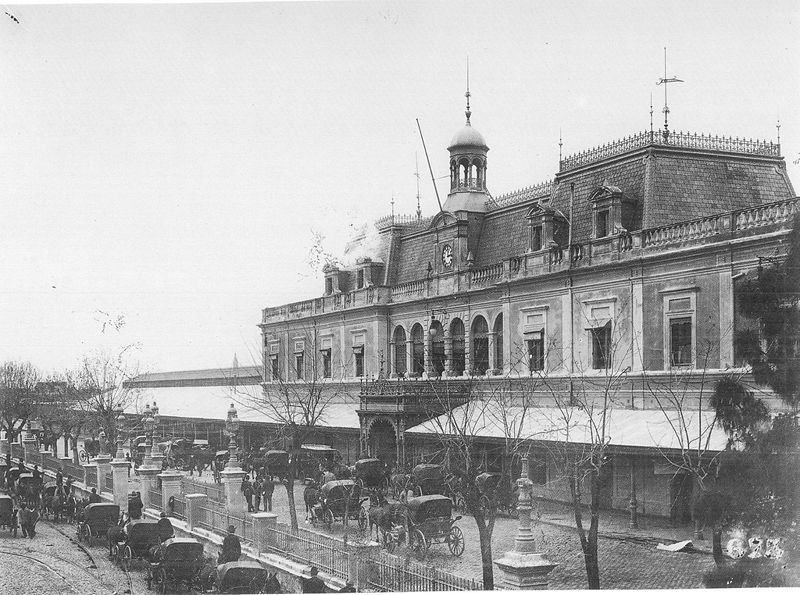
Antigua estación Santa Fe Belgrano
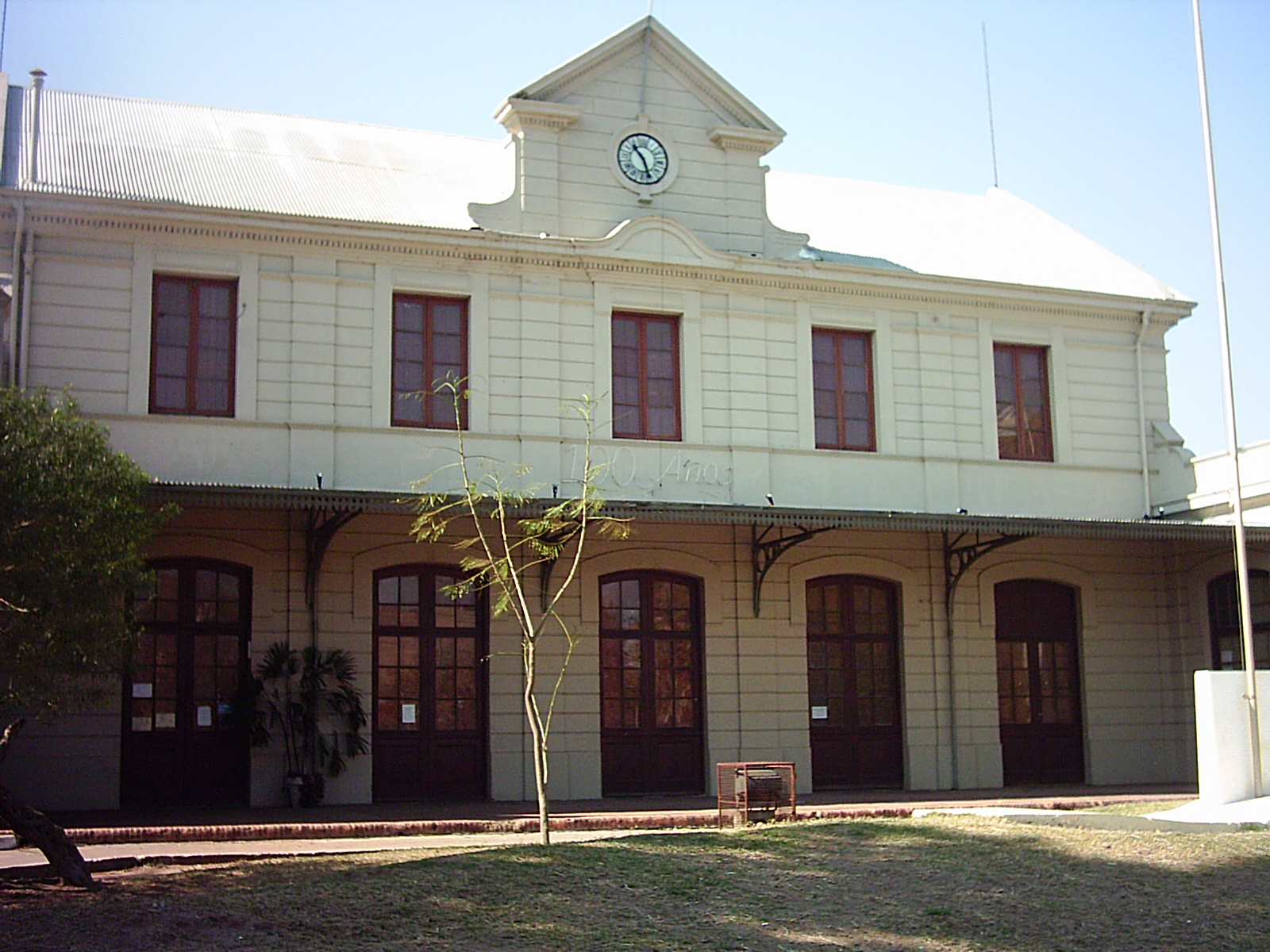
Antigua estación del Ferrocarril Santa Fe en Resistencia.